# M'diq
 (juillet 2012).
Si vous disposez d'ouvrages ou d'articles de référence ou si vous connaissez des sites web de qualité traitant du thème abordé ici, merci de compléter l'article en donnant les références utiles à sa vérifiabilité et en les liant à la section « Notes et références ».
M'diq (en arabe : المضيق, en amazigh : Thaghmath), ou communément appelée Rincón, qui veut dire « coin » ou « recoin » en espagnol, est située dans la préfecture de M'diq-Fnideq (région Tanger-Tétouan). Ses habitants sont les Mdikis. En 2003, sa population était de 60 000 habitants. M'diq est connue pour sa forte attraction touristique durant la période d'été. 
Elle fait partie du pays de Jebala.

## Étymologie
مضيق, M'diq, mediek ou madiak veut dire en arabe « coincé, étroit ». Il veut également dire "détroit", ce qui est plus probable compte tenu de la position de la ville près du détroit de Gibraltar. En effet, cette station balnéaire est limitée au sud par une petite chaîne de montagnes qui s'étend vers la mer, qui donne sur la côte, à l'arrière du port (al marsa) Ain Chejra (la source de l'arbre).
M'diq est aussi appelée en espagnol Rincón (coin, petite vallée encaissée) qui fait aussi référence à ce coin étroit sur la côte.

## Géographie
Située à 15 km de Tétouan et à 25 km de Ceuta, Mediek est limitée au nord par la municipalité de Fnideq, au sud par la commune de Mellaliyine, à l’ouest par la commune d'Alliyene et à l’est par la mer Méditerranée.
Sa vocation première fut marine et elle le restera grâce au port de pêche dont la réalisation remonte aux années 1970.
La zone urbaine de Mediek s’étend sur une superficie de 480 hectares, dont 153 sont urbanisés.

## Histoire
M’diq, communément appelée Rincón, est actuellement le Chef-lieu de la préfecture de M'diq-Fnideq. Cet endroit abritait avant 1860, une petite bourgade rustique et la tombe d’un saint. Le centre historique moderne de la ville a été créé sous le protectorat espagnol autour des installations militaires. L’architecture y était modeste et simple, avec des maisons blanches, sur un seul niveau. Actuellement, le paysage architectural du centre historique, construit par les Espagnols, s’est transformé au profit de la construction de maisons à étages, de plus de deux niveaux. Rares sont les maisons de plain-pied qui subsistent.
En 1913, la route Ceuta-Tétouan passant par M’diq fut inaugurée. En 1916, la compagnie espagnole de colonisation terminait les travaux du chemin de fer reliant Ceuta à Tétouan.
Le long de cette voie de chemin de fer ont été construites, à Fnideq, Rifiyin et Cabo Negro, d’admirables stations ferroviaires avec un style architectural néo-arabe. La gare ferroviaire de M’diq a été, malheureusement, démantelée. Celle de Tétouan, de taille importante, a bénéficié des travaux de restauration et réhabilitation pour devenir un musée des Arts plastiques.
Durant la période du protectorat espagnol, la population s’adonnait à l’agriculture. Au lendemain de l’indépendance en 1956, la ville a pris son essor et s’est largement étendue pour atteindre son apogée durant les années 1990. L’urbanisation s’est développée en amont, vers la montagne toute proche et sur la route de Tétouan.
Avant de devenir une préfecture à elles seules, Mdi’q et Fnideq dépendaient de Tétouan.

## Port

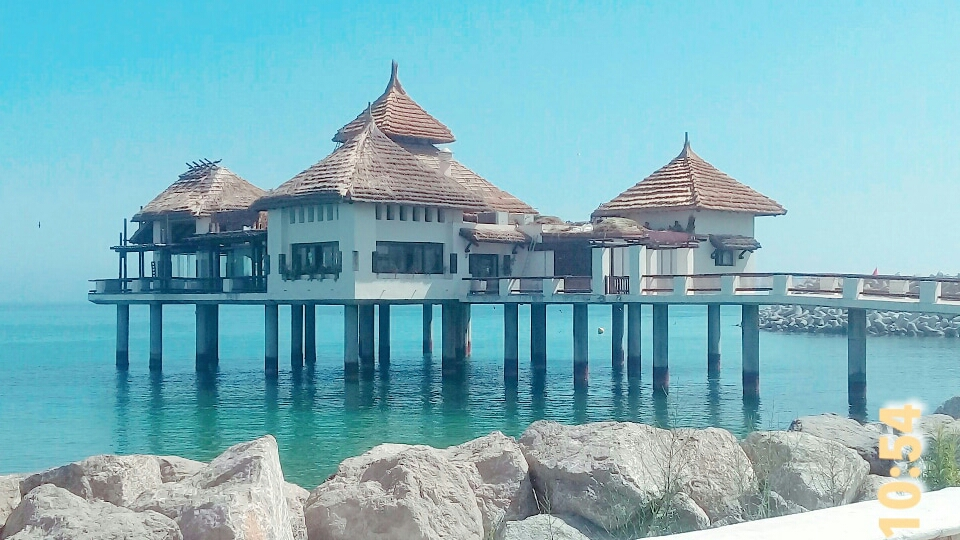
Photo de l'un des monuments touristiques à M'diq

Le port de la ville est divisé en deux parties : une pour le tourisme et l'autre pour les pêcheurs.
le port de plaisance a été agrandi et a changé de place pour améliorer les services offerts aux bateaux touristiques étrangers et nationaux.
Alors que la partie pêche a été modifiée et a vu sa taille croitre aussi pour protéger les bateaux des courants marins et augmenter la capacité d'hebergement du port.

## SNIM
La Semaine nautique internationale de M'diq (SNIM), créée en 2003, est organisée par le Royal Yachting Club de M'diq (RYCM) en collaboration avec la préfecture de M'diq-Fnideq et la Fédération royale marocaine de voile. Elle bénéficie également du soutien de plusieurs grands sponsors : Maroc Telecom, Groupe Banque populaire, la Samir, l'APDN…
Pendant la SNIM, de nombreuses régates de voiliers sont organisées en Méditerranée dans la baie au large de la ville sur une distance de 25 kilomètres.
Cette manifestation est l'occasion de promouvoir le potentiel touristique de la région.
La dimension internationale de cette semaine nautique contribue également à asseoir la notoriété de cette partie septentrionale du Maroc. En effet, plus de 400 personnes représentant une dizaine de pays (Maroc, Égypte, Espagne, Bahreïn, France, etc.) participent aux différentes épreuves de voiliers, de Laser ou d'Optimist. De nombreuses manifestations socio-éducatives et culturelles viennent également enrichir cet événement sportif.

## Jumelages
- Frontignan (France) depuis 2018.